# سفارة موناكو في لندن
سفارة موناكو في لندن هي البعثة الدبلوماسية لإمارة موناكو في المملكة المتحدة.
يضم مبنى السفارة في لندن السفارة ومجلس موناكو الاقتصادي وهيئة السياحة في موناكو، مع بيان المهمة الوارد على موقع الويب الخاص بهم على النحو التالي:
- بناء جسر وإنشاء اتصال فعال بين المملكة المتحدة وموناكو للزوار والعاملين والمستثمرين - مما يتيح الوصول إلى المعلومات ذات الصلة والإجراءات المفيدة.
- توطيد العلاقات الدبلوماسية بين المملكة المتحدة وموناكو وتعزيز التعاون القضائي مع وزارة الخارجية البريطانية ووزارة الداخلية.
- تطوير شراكات فنية وثقافية بين موناكو والمملكة المتحدة.
- دعم مهام صاحب السمو الملكي الأمير ألبرت الثاني في شؤون البيئة من خلال مؤسسة الأمير ألبرت الثاني أمير موناكو (المملكة المتحدة).
- تعزيز الأنشطة المشتركة بين مختلف الجمعيات الخيرية في المملكة المتحدة وموناكو.
- الترويج لجميع الجوانب الأخرى في موناكو ومساعدة الجمهور البريطاني في الحصول على تصور أكثر وضوح عن الإمارة.
- مساعدة الأفراد والعائلات المهتمين بالانتقال إلى موناكو.

موناكو لديها أيضا قنصليات فخرية في برمنغهام وادنبره.

## معرض صور

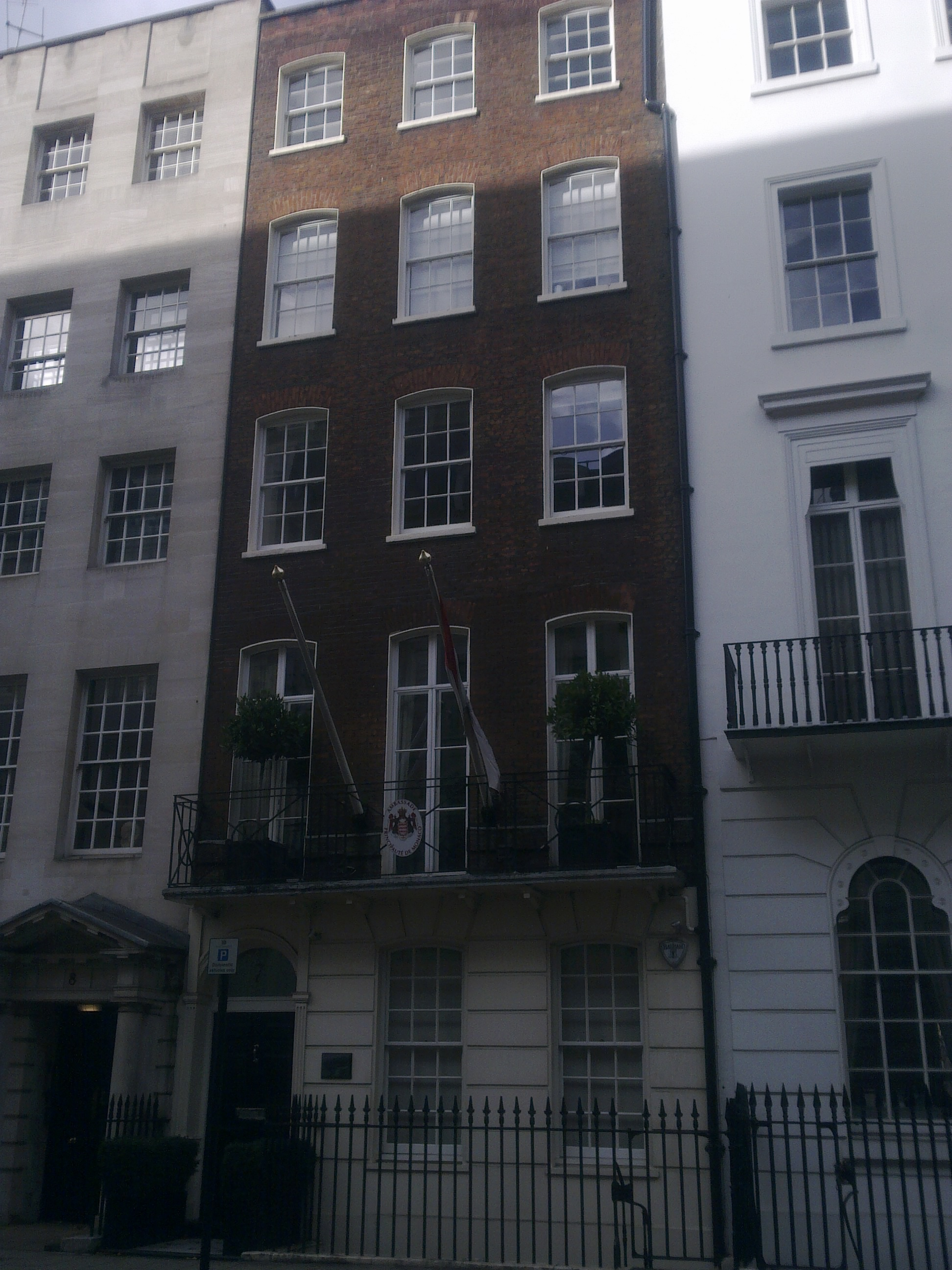
سفارة موناكو في لندن
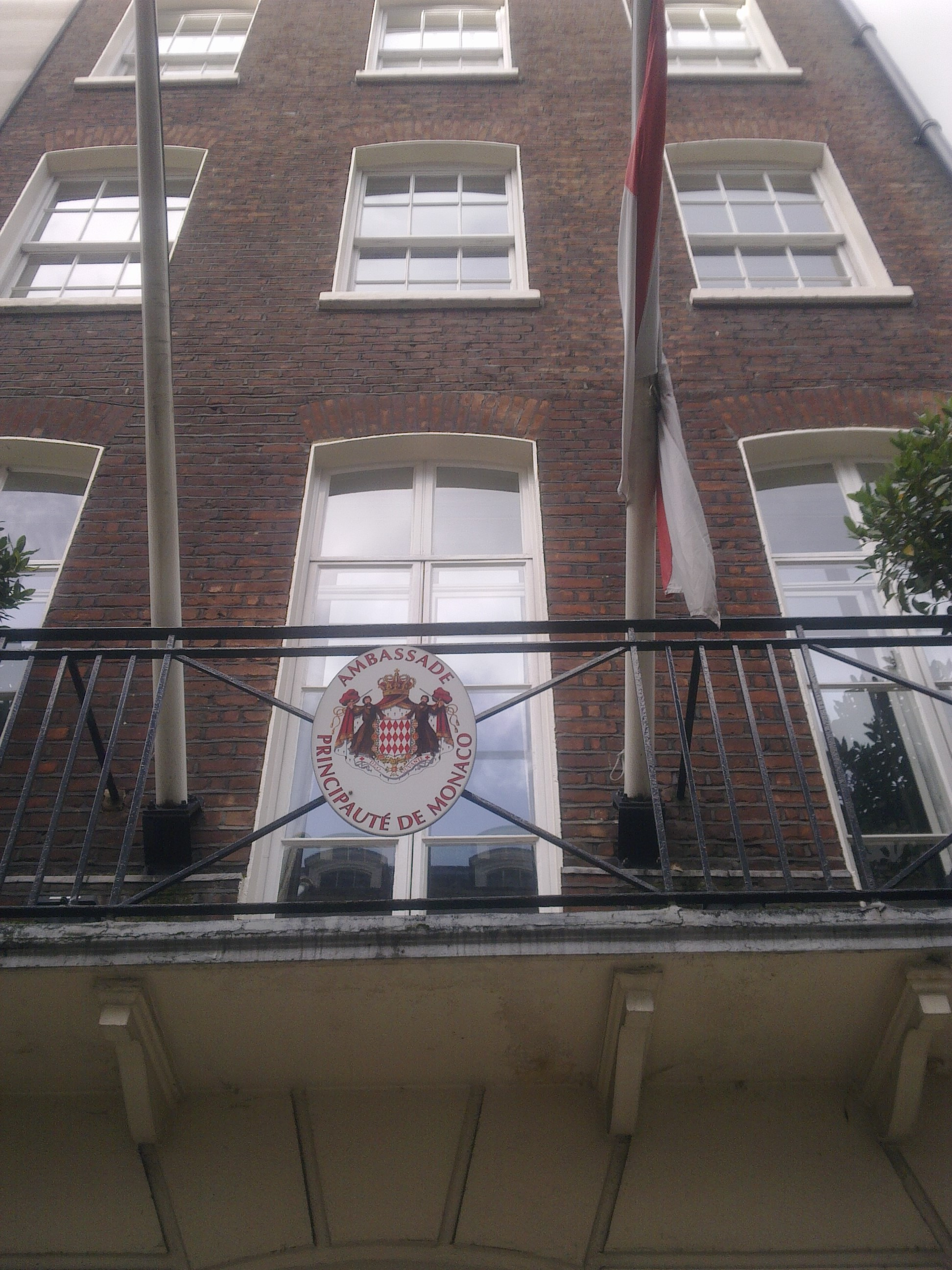
درع خارج السفارة
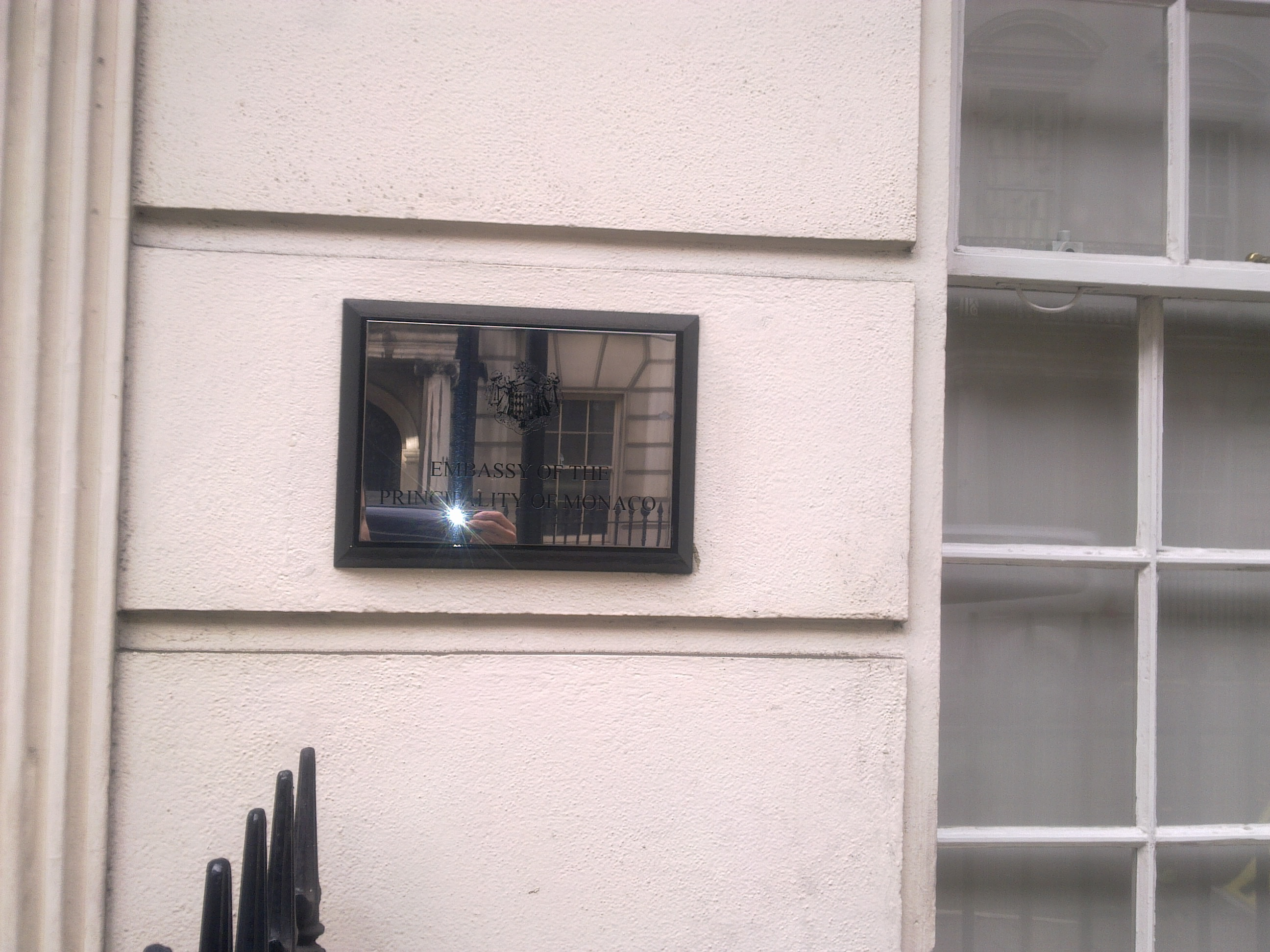
علم Monégasque وشعار النبالة فوق المدخل

## روابط خارجية
- موقع رسمي
- لمحة عن إيفلين جينتا - السفيرة 2018